# 喬萬縣 (北卡羅萊納州)
喬萬县（英語：Chowan County）是位於美国北卡罗来纳州東北部的一個縣，南臨阿爾伯馬爾灣，面積604平方公里。根據2020年美國人口普查估計，共有人13,708人。該縣成立於1670年，縣名具體起源不詳，但有兩種說法：一來自喬萬河，另一說紀念肖尼族部落「Chowanoc」。。